# Volcanoes nationalpark
Volcanoes nationalpark (franska: Parc National des Volcans) ligger i Virungabergen i nordvästra Rwanda. Nationalparken bildar tillsammans med Virunga nationalpark i Kongo-Kinshasa och Mgahinga Gorilla nationalpark i Uganda ett stort sammanhängande naturskyddsområde. Den är mest känd för bergsgorillorna (Gorilla beringei beringei) som lever här. Den första nationalparken i bergstrakten, som dock hade en annan utformning, inrättades 1925.
Den amerikanska primatologen och miljöaktivisten Dian Fossey började 1967 i parken med sina forskningar om bergsgorillor. Hon ökade med sina fältstudier kännedomen om dessa primater. De åtgärder som påbörjades för att skydda bergsgorillorna från utrotning anses till största del vara hennes förtjänst. Fossey mördades 1985 nära sin forskningsbas. Hennes gravvård ligger i närheten av nationalparkscentret där även flera gorillor är gravsatta.

## Flora och fauna
I Volcanoes nationalpark ligger fem av Virungabergens vulkaner som är täckta av regnskog med en undervegetation som domineras av bambu (främst Yushania alpina). På vulkanernas toppar vid 4300 till 4500 meter över havet förekommer bergsängar och träskmarker samt några mindre sjöar. I parkens lägre delar vid 2500 meter över havet utgörs undervegetationen främst av buskliknande växter av släktet Neoboutonia, istället för bambu. Det förhärskande trädet i regnskogarna är kossoträd (Hagenia abyssinica).
Förutom bergsgorillan lever olika andra däggdjur i nationalparken, bland annat guldmarkatta (Cercopithecus kandti), fläckig hyena, afrikansk buffel och buskbock (Tragelaphus scriptus). I sällsynta fall besöks dalgångarna av elefanter. I nationalparken registrerades 178 olika fågelarter.